# Neue Melodien-Quadrille
Neue Melodien-Quadrille (Quadrille des nouvelles mélodies) est un quadrille de Johann Strauss II (op. 254). L'œuvre est créée le 17 mars 1861 à la salle Dianabad de Vienne, sous la direction du compositeur.

## Histoire
Semblable au Melodien-Quadrille (de) (op. 112), des motifs de divers opéras d'Italie sont rassemblés et traités dans ce quadrille. Il s'agit plus précisément de thèmes des opéras Rigoletto, La Traviata et Le Troubadour de Giuseppe Verdi, Lucia di Lammermoor et La fille du régiment de Gaetano Donizetti, et La sonnambula de Vincenzo Bellini.

## Durée
Sa durée d'exécution est d'environ 4 minutes et 50 secondes. Elle peut varier légèrement selon l'interprétation musicale du chef d'orchestre.

## Interprétations notables
La pièce est jouée lors du célèbre concert du nouvel an à Vienne : en 1998, sous la direction Zubin Mehta, et 2021, sous la direction de Riccardo Muti.